# 外部寄生
外部寄生（がいぶきせい）は、寄生者が宿主の体内に侵入して寄生する内部寄生と異なり、寄生者が宿主の外表面を摂食するように寄生すること。外部寄生を行う生物を外部寄生者と呼ぶ。
外部寄生は動植物で多くの例が知られている。外部寄生者は内部寄生者に比べ特殊化していないことが多い。これは宿主の体内という恒常性の維持された環境に生息する内部寄生者と違い、外部寄生者は宿主の対外環境に対しても適応しなくてはならないためである。
生きた宿主の体に卵を産み付けて幼体の食糧にする生態を持つ外部寄生者を、特に捕食寄生者と呼ぶ。捕食寄生者の例にはジガバチが該当する。